# Медаль «За труды по первой всеобщей переписи населения»
Меда́ль «За труды́ по пе́рвой всео́бщей пе́реписи населе́ния» — государственная награда Российской империи.

## Основные сведения
Медаль «За труды по первой всеобщей переписи населения» была предназначена для награждения лиц, безвозмездно работавших счётчиками и организаторами первой всеобщей переписи населения Российской империи 1897 года. Учреждена 21 ноября (3 декабря) 1896 года по указу императора Николая II, который был дан министру внутренних дел И. Л. Горемыкину. Она не имела степеней.

## Порядок вручения
Награждались лица обоего пола. Министру внутренних дел Ивану Логгиновичу Горемыкину были даны полномочия определять право отдельных лиц на ношение медали. К награждению представлялись счётчики, работавшие на безвозмездной основе, организаторы переписи и лица, способствовавшие её проведению. Награждённым выдавалось свидетельство на право ношения медали.

## Описание медали
Медаль сделана из тёмной бронзы. Диаметр 29 мм. На лицевой стороне медали в центре изображен вензель Николая II, увенчанный императорской короной. Вокруг вензеля изображён лавровый венок из двух ветвей. Между лавровым венком и бортиком, с края медали шла по окружности надпись: «ПЕРВАЯ ВСЕОБЩАЯ ПЕРЕПИСЬ НАСЕЛЕНІЯ». На оборотной стороне горизонтальная надпись  в пять строк:
ЗА ТРУДЫ
ПО ПЕРВОЙ ВСЕОБЩЕЙ
ПЕРЕПИСИ
НАСЕЛЕНІЯ
1897
Допускалось изготовление медали частными мастерскими. Некоторые из них отличались не только деталями изображения, но и материалом и диаметром: известны варианты, сделанные из светлой и тёмной бронзы, диаметром 27 мм и из серебра, диаметром 25 мм. Основной тираж был изготовлен на Санкт-Петербургском монетном дворе. Известны также фрачные варианты медали.

## Порядок ношения
Медаль имела ушко для крепления к колодке или ленте. Носить медаль следовало на груди. Лента медали — бело-сине-красная, в цветах флага Российской Империи. Такая лента впервые использовалась в наградном деле.

## Известные награждённые
- Николай Александрович Гурвич — врач, экономист, историк, этнограф, географ, один из первых профессиональных статистиков Уфимской губернии.
- Великий Князь Сергей Александрович — пятый сын Александра II; московский градоначальник, генерал-губернатор.
- Пётр Петрович Семёнов-Тян-Шанский — русский географ, ботаник, статистик, государственный и общественный деятель.
- Антон Павлович Чехов — выдающийся русский писатель, драматург.

## Изображение медали
- Лента